# Third (album de Soft Machine)
Pour l'album de Portishead, voir Third (album de Portishead).
Albums de Soft Machine
Volume Two
(1969) Fourth
(1971)
Third est le troisième album studio du groupe de musique Soft Machine. Il fut enregistré en mai 1970 et sortit le 6 juin de la même année.
Il est cité dans l'ouvrage de référence de Robert Dimery Les 1001 albums qu'il faut avoir écoutés dans sa vie et dans plusieurs autres listes.

## Histoire de l'album
Après la reformation forcée de Soft Machine, les musiciens du groupe se sont lancés dans de nombreuses expérimentations musicales. De ces expériences ils prendront Brian Hopper, le frère du bassiste Hugh Hopper, au saxophone. Mais le groupe du pianiste jazz Keith Tippett est très intéressé par Soft Machine et Brian cède sa place à une section de cuivres beaucoup plus compétente composée d'Elton Dean (saxophone alto et saxello), Nick Evans (trombone), Marc Charig (trompette et cornet) et Lyn Dobson (saxophone soprano et flûte) dès Octobre 1969.  Evans et Charig quitteront le groupe deux mois plus tard, car il était très difficile de gérer en live le Septet (échos et performances écrites, donc laissant peu de place pour l'improvisation musicale) mais aussi pour des raisons financières. Le quintette restant continue à tourner en Europe et contacte Probe pour renouveler leur contrat. Cette maison de disques n'étant plus vraiment intéressée par le virage du groupe le délaisse, CBS saute sur l'occasion et propose un contrat de cinq albums avec liberté artistique totale au groupe. Finalement, juste après le départ de Lyn Dobson, le groupe part en studio en mai 1970 pour trois semaines afin de mixer Third. Ce disque est considéré comme le meilleur du groupe. [réf. souhaitée]

Tel qu'il a été édité à l'époque en vinyle, Third est un double album (la réédition en CD compilera les quatre faces en un seul disque). Chaque chanson s'étale donc sur une face complète, approche la vingtaine de minutes et développe des climats contrastés les uns avec les autres. Même si chaque pièce est construite par assemblage de parties parfois composées par divers membres du groupe (méthode propre au Soft Machine de cette période[réf. souhaitée]), on peut associer chaque pièce à l'univers musical d'un des membres du groupe : Facelift pour Hugh Hopper, Slighty all the Time pour Elton Dean, Moon in June pour Robert Wyatt et Out-Bloody-Rageous pour Mike Ratledge.
À propos de Moon in June, c'est la dernière chanson avec des paroles enregistrées par Soft Machine, et leur dernier retour sur l'époque rock progressif, avant de bifurquer vers le jazz fusion. La chanson est en trois parties. La première partie est un pastiche de thèmes vocaux livrés dans un courant de conscience qui variait dans les performances live. Wyatt joue tous les instruments de cette section. Les paroles empruntent aux précédents That's How Much I Need You Now et You Don't Remember datant de l'époque Jet Propelled Photograph, mais en grande partie à de nouvelles vignettes enregistrées dans une démo de Wyatt en octobre 1968 alors qu'il était en vacances dans l'État de New York. Un extrait d'une autre démo de la partie 1, enregistrée en novembre 1968, a été inclus dans la compilation d'archives Flotsam Jetsam de Robert Wyatt en 2001 [10]. La deuxième partie présente l'ensemble du groupe et est un instrument similaire à d'autres pièces de jazz-rock de l'album. Le troisième est un drone avec Wyatt et le violoniste Rab Spall; La partie de violon a été enregistrée séparément et a été accélérée et ralentie pour que le violon corresponde aux rythmes de la musique. Cette section présente également Wyatt improvisant vocalement  des interprétations non créditées de deux chansons de Kevin Ayers: Singing a Song in the Morning et Hat Song. Une démo des deuxième et troisième parties a été enregistrée au printemps 1969, qui a été inclus sur la démo d'octobre 1968 comprise sur la compilation Backwards de Soft Machine en 2002. Un enregistrement live du 24 mai 1970 à Londres est sorti sur Backwards, contenant une version raccourcie des parties 2 et 3. 

## Contenu
- Face A :
1. Facelift (Hugh Hopper) – 18:45

- Face B :
1. Slightly All the Time (Mike Ratledge) – 18:12

Incluant : "Noisette" (Hopper), "Backwards" (Ratledge) et "Noisette Reprise" (Hopper)
- Face C : 
1. Moon in June (Robert Wyatt) – 19:08

- Face D :
1. Out-Bloody-Rageous (Ratledge) – 19:10

## Disque bonus de la réédition de 2007 en CD
- 1 : "Out-Bloody-Rageous" (Ratledge) – 11:54
- 2 : "Facelift" (Hopper) – 11:22
- 3 : "Esther's Nose Job" (Ratledge) – 15:39
  - A : "Pig" (Ratledge)
  - B : "Orange Skin Food" (Ratledge)
  - C : "A Door Opens and Closes" (Ratledge)
  - D : "Pigling Bland" (Ratledge)
  - E : "10:30 Returns to the Bedroom" (Ratledge/Hopper/Wyatt)

## Personnel
- Mike Ratledge : orgue Lowrey, pianet Hohner, piano
- Elton Dean : saxophone alto et saxello sur tout sauf sur Moon in June.
- Hugh Hopper : basse
- Robert Wyatt : batterie, (orgue Hammond, Mellotron, pianet Hohner, piano, basse , chant sur la première partie de Moon in June).

## Musiciens invités
- Nick Evans : trombone sur Slightly All the Time et Out-Bloody-Rageous
- Lyn Dobson : flûte, saxophone soprano sur Facelift
- Jimmy Hasting : flûte, clarinette basse sur Slightly All the Time et Out-Bloody-Rageous
- Rab Spall : violon sur Moon in June

## Production
- Soft Machine : Production
- Andy Knight (Sur: 1-2 et 1-4), Bob Woolford (Sur: 1-1)
- Paschal Byrne : Remaster sur la version CD